# Judo vid europeiska spelen 2015
Judo vid europeiska spelen 2015 i Baku avgjordes mellan 25 juni - 28 juni i  Hejdar Alijevs sport- och utställningskomplex. 18 grenar fanns på programmet (nio för herrarna och nio för damerna). Europeiska Olympiska Kommitténs (EOC)  och Europeiska Judoförbundet (EJU) meddelade 21 februari 2015 att tävlingarna också skulle räknas som officiellt EM i judo 2015.
Arrangören meddelade 4 april 2014 att två grenar för synskadade lades till i programmet som medaljtävlingar.

## Medaljsummering
Herrar
| Gren               | Guld                          | Silver                    | Brons                                                |
| 60 kg              | Beslan Mudranov (RUS)         | Orkhan Safarov (AZE)      | Ludovic Chammartin (SUI) · Amiran Papinashvili (GEO) |
| 66 kg              | Kamal Khan-Magomedov (RUS)    | Loïc Korval (FRA)         | Mikhail Pulyaev (RUS) · Sebastian Seidl (GER)        |
| 73 kg              | Sagi Muki (ISR)               | Nugzar Tatalashvili (GEO) | Rok Drakšič (SLO) · Dirk van Tichelt (BEL)           |
| 81 kg              | Avtandili Tchrikishvili (GEO) | Ivan Nifontov (RUS)       | Alexander Wierczeczak (GER) · Loïc Pietri (FRA)      |
| 90 kg              | Kirill Denisov (RUS)          | Varlam Liparteliani (GEO) | Ilias Iliadis (GRE) · Guillaume Elmont (NED)         |
| 100 kg             | Henk Grol (NED)               | Lukáš Krpálek (CZE)       | Toma Nikiforov (BEL) · Cyrille Maret (FRA)           |
| + 100 kg           | Adam Okruashvili (GEO)        | Or Sasson (ISR)           | Renat Saidov (RUS) · Iakiv Khammo (UKR)              |
| Lag                | Frankrike                     | Georgien                  | Ryssland Ukraina                                     |
| + 90 kg synskadade | Ilham Zakiyev (AZE)           | Oleksandr Pominov (UKR)   | Aleksandr Parasiuk (RUS) · Zakir Mislimov (AZE)      |

Damer
| Gren               | Guld                     | Silver                   | Brons                                             |
| 48 kg              | Charline van Snick (BEL) | Ebru Sahin (TUR)         | Éva Csernoviczki (HUN) · Irina Dolgova (RUS)      |
| 52 kg              | Andreea Chițu (ROU)      | Annabelle Euranie (FRA)  | Mareen Kräh (GER) · Natalia Kuziutina (RUS)       |
| 57 kg              | Telma Monteiro (POR)     | Hedvig Karakas (HUN)     | Nora Gjakova (KOS) · Miryam Roper (GER)           |
| 63 kg              | Martyna Trajdos (GER)    | Tina Trstenjak (SLO)     | Yarden Gerbi (ISR) · Clarisse Agbegnenou (FRA)    |
| 70 kg              | Kim Polling (NED)        | Laura Vargas Koch (GER)  | Bernadette Graf (AUT) · Szaundra Diedrich (GER)   |
| 78 kg              | Marhinde Verkerk (NED)   | Luise Malzahn (GER)      | Anamari Velenšek (SLO) · Guusje Steenhuis (NED)   |
| + 78 kg            | Emilie Andeol (FRA)      | Jasmin Külbs (GER)       | Belkız Zehra Kaya (TUR) · Svitlana Yaromka (UKR)  |
| Lag                | Frankrike                | Tyskland                 | Italien Slovenien                                 |
| + 57 kg synskadade | Inna Cherniak (UKR)      | Sabina Abdullayeva (AZE) | Nataliya Nikolaychyk (UKR) · Ramona Brussig (GER) |